# Kurt Link
Kurt Link (* 9. Januar 1926 in Köln; † 27. Dezember 1996 in Düsseldorf) war ein Bildhauer, Zeichner, Konzeptkünstler und Maler.

## Leben und Werk

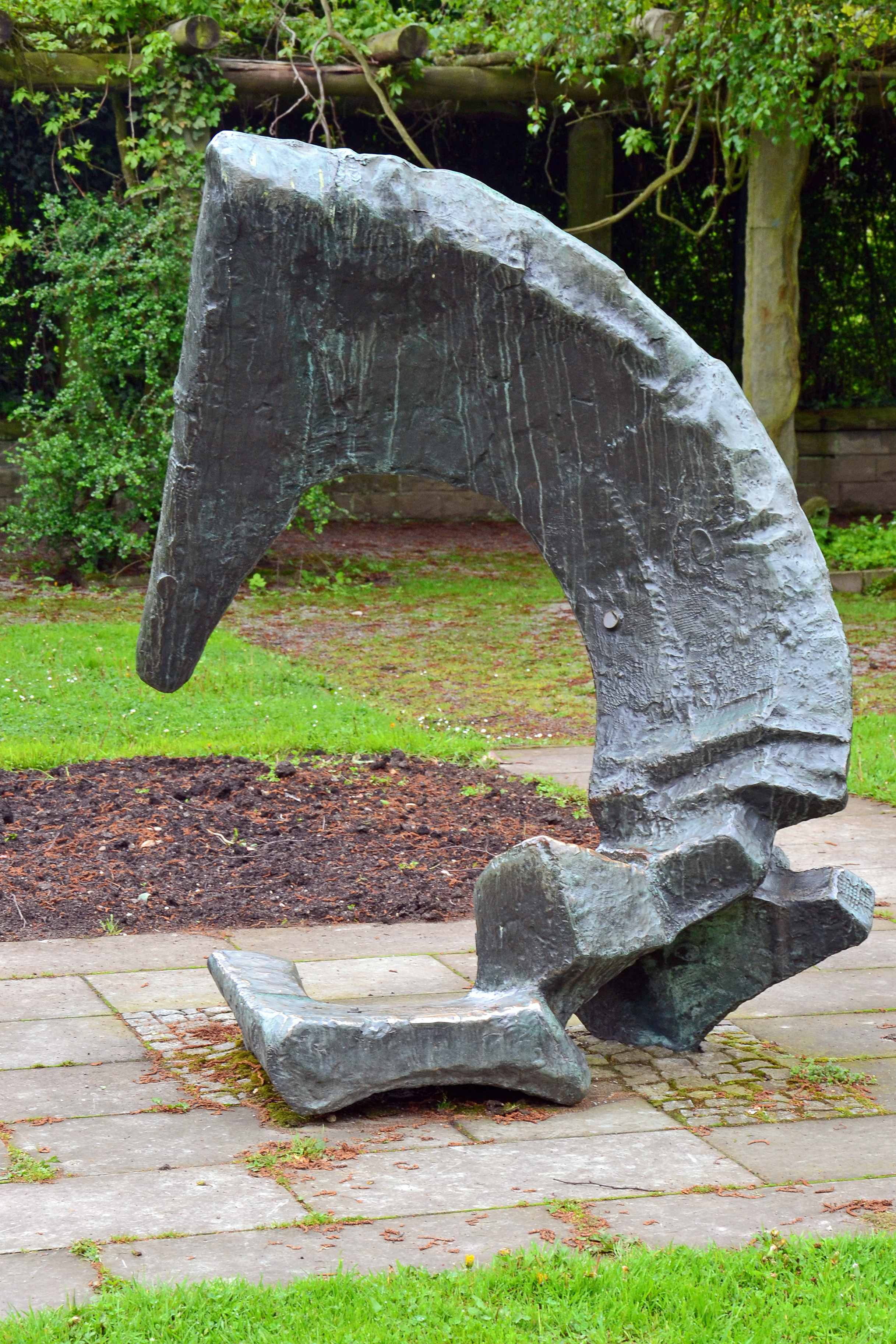
Trinkbrunnen-Plastik im Grugapark, Essen

Link studierte von 1945 bis 1949 an der Düsseldorfer Akademie. Zusammen mit Joseph Beuys und Erwin Heerich war er ein Student der ersten Stunde in der Klasse von Ewald Mataré. Mit Joseph Beuys verband ihn eine lebenslange Freundschaft. Beide Künstler haben ihr Werk gegenseitig hoch eingeschätzt.
In allen wichtigen Ausstellungen der fünfziger und sechziger Jahre ist Kurt Link vertreten gewesen. In Düsseldorf und Essen sind Museen und öffentliche Plätze durch seine Skulpturen akzentuiert. Kurt Link war immer auch Maler. Schon früh erhielt er die Silbermedaille der „Prix Europe“ für Malerei der Stadt Ostende.
Seit 1950 Einzel- und Gruppenausstellungen im In- und Ausland, darunter Avantgarde im Museum Trier, Junger Westen im Museum Recklinghausen, im Städtischen Kunstmuseum im Ehrenhof, zusammen mit Herbert Zangs (beide Künstler wurden in Ostende mit dem „Prix Europe“ ausgezeichnet), Galerie Ludorff Düsseldorf (Der Akt in der Kunst des 20. Jahrhunderts). Ausführung zahlreicher öffentlicher und privater Arbeiten in Schulen, Parkanlagen und auf Plätzen, darunter die „Goldfinger“ genannte Brunnenplastik auf dem Jan-Wellem-Platz in Düsseldorf, eine Trinkbrunnen-Plastik im Grugapark, Essen sowie eine Plastik als Teil des EUROGA-Kunstweges in Meerbusch („Ewald Mataré und seine Schüler“).